# Emil Ott
Emil Ott (30. dubna 1845 Praha-Staré Město – 15. prosince 1924 Praha-Nové Město) byl český právník, profesor civilního řízení soudního a rektor Univerzity Karlovy.

## Život
Po maturitě se zapsal na pražskou právnickou fakultu, kde roku 1868 získal doktorát práv. Poté vstoupil do soudní a pak do advokátní praxe, zároveň se ale stále vzdělával v právních dějinách a zejména v oboru civilního procesu. Roku 1872 se po obhájení práce Zur Lehre von der Nichtigkeitsbeschwerde habilitoval a stal se soukromým docentem civilního soudního řízení. Vyučoval česky i německy. Už o čtyři roky později byl jmenován mimořádným a roku 1879 řádným profesorem civilního procesu v českém vyučovacím jazyce. Pro rozdělení univerzity roku 1882 se přirozeně stal profesorem na právnické fakultě české univerzity. Byl také jejím prvním děkanem, zvolen byl pak ještě dvakrát (1883, 1884 a 1891) a v letech 1886–1887 se stal rektorem celé univerzity.
Emil Ott byl také poradcem ministerstva školství v otázkách reformy právnických studií, zasedal v Panské sněmovně a opakovaně byl volen soudcem Říšského soudu. Rakouský stát jej též vyznamenal řádem železné koruny III. třídy a byl jmenován dvorním radou. Z hlediska účasti na vědeckých společnostech se stal členem jak Královské české společnosti nauk a České akademie pro vědy, slovesnost a umění, tak i krakovské akademie věd nebo Společnosti pro církevní právo v Göttingenu.

## Dílo
Velmi oceňováno bylo už Ottovo dílo Beiträge zur Receptionsgeschichte des römisch-canonischen Processes in den böhmischen Ländern, na základě kterého byl jmenován profesorem a v němž z hlediska právních dějin shrnul vývoj kanonického procesního práva v českých zemích. Kromě toho lze uvést i dílo Geschichte und Grundlehren des österreichischen Rechtsfürsorgevefahrens (1906), které se zvláště zabývalo teoretickými otázkami nesporného řízení soudního. Publikoval také řadu příspěvků např. v časopisu Právník nebo v Ottově slovníku naučném.
Hlavním jeho dílem byl ale spis z oboru civilního soudního řízení nazvaný Soustavný úvod ve studium nového řízení soudního (díl I., část všeobecná, 1897; díl II., část zvláštní, řízení v první instanci, 1898; díl III., část zvláštní, opravné prostředky, mimořádné právní pomůcky, zvláštní řízení, 1901; reprint všech tří dílů 2012). Šlo o první českou učebnici, v níž profesor Ott reagoval na tehdejší moderní reformy civilního procesního práva, na nichž se sám podílel, a kterou nepoužívali jen studenti, ale zejména právníci v praxi. Vybrané stati byly za tímto účelem publikovány také v němčině a polštině. Jeho právní závěry v učebnici obsažené přebírala i pozdější odborná literatura nebo Nejvyšší soud do svých rozhodnutí.